# Lorain (Ohio)
Lorain és una població dels Estats Units a l'estat d'Ohio. Segons el cens del 2006 tenia 70.592 habitants.

## Demografia
Segons el cens del 2000, Lorain tenia 68.652 habitants, 26.434 habitatges, i 17.975 famílies. La densitat de població era de 1.103,5 habitants per km².
Dels 26.434 habitatges en un 33,3% hi vivien nens de menys de 18 anys, en un 43,6% hi vivien parelles casades, en un 19,2% dones solteres, i en un 32% no eren unitats familiars. En el 27,4% dels habitatges hi vivien persones soles el 10,7% de les quals corresponia a persones de 65 anys o més que vivien soles. El nombre mitjà de persones vivint en cada habitatge era de 2,57 i el nombre mitjà de persones que vivien en cada família era de 3,11.
Per edats la població es repartia de la següent manera: un 28,3% tenia menys de 18 anys, un 9% entre 18 i 24, un 28,2% entre 25 i 44, un 20,5% de 45 a 60 i un 14% 65 anys o més.
L'edat mediana era de 34 anys. Per cada 100 dones de 18 o més anys hi havia 85,4 homes.
La renda mediana per habitatge era de 33.917 $ i la renda mediana per família de 39.454 $. Els homes tenien una renda mediana de 34.120 $ mentre que les dones 23.065 $. La renda per capita de la població era de 16.340 $. Aproximadament el 14,2% de les famílies i el 17,1% de la població estaven per davall del llindar de pobresa.

## Poblacions més properes
El següent diagrama mostra les poblacions més properes.

## Fills il·lustres
- Toni Morrison, Chloe Anthony Wofford (1931 - 2019) escriptora, Premi Nobel de Literatura de l'any 1993.